# Konrad Cosack
Karl Albert Konrad Cosack, född 12 mars 1855 i Königsberg (nu Kaliningrad), död 27 december 1933 i München, var en tysk jurist och poet under pseudonymen Konrad Berthold.
Cosack blev 1877 juris doktor i Halle an der Saale, 1882 privatdocent och 1885 extra ordinarie professor i Berlin, 1889 professor i Giessen, 1893 i Freiburg im Breisgau, 1896 i Bonn, där han även tjänstgjorde som ordförande i handelskammaren. År 1915 lämnade han frivilligt sin lärostol. År 1918 blev han professor honorarius i handelsrätt i München. 
Cosacks författarskap faller huvudsakligen inom civilrätten och handelsrätten; särskilt kända är Das Anfechtungsrecht der Gläubiger eines zahlungsunfähigen Schuldners (1884), Lehrbuch des Handelsrechts (1888; åttonde upplagan 1920) och Lehrbuch des deutschen bürgerlichen Rechts I, II (1897, 1900; sjätte upplagan 1913). Han utgav 17:e upplagan av Karl von Gerbers "System des deutschen Privatrechts" (1895). Han uppträdde även som skönlitterär författare.